# Lew Nikolajewitsch Saikow
Lew Nikolajewitsch Saikow (russisch Лев Николаевич Зайков; englisch: Lev Zaikov; * 3. April 1923 in Tula; † 7. Januar 2002 in Sankt Petersburg) war ein sowjetischer Manager und Politiker.

## Leben

### Aufstieg des Wirtschaftfachmanns
Saikow erlernte ab 1940 den Beruf des Drehers. Er besuchte nach dem Zweiten Weltkrieg das Leningrader Institut für Technik und Volkswirtschaft. Er verschaffte sich zunächst bis Mitte der 70er Jahre große Reputation als dynamischer und wirkungsvoller Manager und Direktor von Industrieunternehmen, vermutlich im Bereich der Rüstung.
1976 war er Mitglied des Stadtsowjets von Leningrad, nahm aber keine Positionen in der Kommunistischen Partei (KPdSU) der UdSSR ein. Von 1983 bis 1985 wurde er dann sehr überraschend Erster Sekretär des Gebietskomitees von Leningrad. Er folgte dem in das Sekretariat des Zentralkomitees der Kommunistischen Partei der Sowjetunion berufenen und späteren Politbüromitglied Grigori Romanow. Sein steiler Aufstieg als ein Mann, der nicht der typische Vertreter der Partei war, setzte sich fort. Im Rahmen der Kampagne „Programm-90“, veröffentlichte Saikov 1984 einen bemerkenswerten Artikel in der Prawda, der seine innovativen Ziele für eine Erneuerung in der Wirtschaft aufzeigt.

### Im Zentrum der Macht
Vom Generalsekretär der KPdSU Michail Gorbatschow wurde er nach Moskau berufen. Gorbatschow beschreibt ihn „als einen der größten Fachleute auf dem Gebiet der Industrie und als Kenner der Rüstungsproduktion“, und „charakterlich“ als „ausgeglichenen, ruhigen, disziplinierten Mann“. Er war dann von 1. Juli 1985 bis 13. Juli 1990 Sekretär des Zentralkomitees der KPdSU, zuständig für den militärisch-industriellen Komplex. Zeitgleich war er stellvertretender Vorsitzender des Verteidigungsrats der UdSSR.
1986 stieg er auf in das höchste politische Gremium der UdSSR, er wurde Vollmitglied im Politbüro der Kommunistischen Partei der Sowjetunion und zwar in der Zeit vom 6. März 1986 bis zum 14. Juli 1990. Von 1987 bis 1989 war er zudem auch Erster Sekretär des KP – Stadtkomitees von Moskau. Er löste auf Wunsch von Gorbatschow in dieser Funktion Boris Jelzin vorübergehend ab.
Er unterstützte Gorbatschow bei seinen Reformvorhaben (Stichworte: Glasnost und Perestroika) zur Umgestaltung der Sowjetunion, schied aber auf eigenen Wunsch auf dem XXVIII. Parteitag der KPdSU vom Juli 1990 aus seinen Ämtern aus.